# Araneus canacus
Araneus canacus là một loài nhện trong họ Araneidae.
Loài này thuộc chi Araneus. Araneus canacus được Lucien Berland miêu tả năm 1931.